# La sofferenza del Belgio
La sofferenza del Belgio (titolo originale in neerlandese Het verdriet van België) è un romanzo di formazione dello scrittore belga Hugo Claus, pubblicato in originale nel 1983, in Italia nel 1999 edito da Feltrinelli. Ambientato in Belgio nel periodo a cavallo dell'occupazione nazista, racconta il percorso di crescita del giovane Louis, un 
adolescente fiammingo che ondeggia tra una realtà non troppo soddisfacente e fantasie decisamente ingombranti, che troveranno infine una realizzazione nella scrittura.
Il romanzo vinse in Italia il premio Nonino nel 2000.

## Trama
Louis sta per compiere undici anni, ed ha un rapporto alquanto complicato con la sua numerosa e variegata famiglia. Secondo il nonno, suo padre Staf non è proprio un "uomo d'affari": portato per indole a parlare troppo e a sproposito, evita le frequenti figuracce solo grazie ad una notevole faccia tosta. Anche mamma Constance non è esattamente affidabile, appassionata al pettegolezzo ed alla maldicenza, ed insomma, un poco troppo vanesia. Per non parlare degli innumerevoli zii e zie, quasi tutti afflitti da qualche problema imbarazzante, o dediti a qualche attività non degna di un buon cristiano fiammingo. Una famiglia quindi per molti versi poco rassicurante, a cui il giovane Louis trova difficile rapportarsi, oscillando tra sentimenti che vanno dall'amore al disprezzo, talvolta senza vie di mezzo. Questo potrebbe spiegare la sua tendenza a lasciar correre la fantasia, abitudine a cui dà libero sfogo nel collegio di monache in cui risiede durante il periodo scolastico, dove ha creato il gruppo degli Apostoli, con l'obiettivo di aiutare nostro signore Gesù Cristo a salvare il mondo dalle trame dell'onnipresente Maligno e dei suoi seguaci. Ma anche in questo ambito non mancano delusioni ed incomprensioni, e la più grave si verifica proprio con l'Apostolo prediletto, l'amato Vlieghe, negli ultimi giorni di scuola nel collegio. 
Nel frattempo arriva la guerra e il Belgio è invaso dai tedeschi. Per il ragazzo è comunque arrivato il momento di affrontare il Ginnasio, dove incontra un insegnante singolare e tormentato, padre Evaristo De Launay, che intravedendo in Louis un allievo promettente quanto problematico, cerca di aiutarlo nella sua travagliata ricerca di una personalità. Un impegno non facile, perché a casa Seyneve il nuovo regime ha comportato profondi cambiamenti, affidando a mamma Constance un ruolo importante come collaboratrice degli occupanti, situazione che mette ancora più in luce l'inadeguatezza del padre Staf, sempre più distante dal ruolo che gli compete. Il giovane decide allora di entrare nella Gioventù nazista delle Fiandre senza metterne al corrente la famiglia, ma la cosa dura poco, anche per l'intercessione del nonno, che, venutone a conoscenza, non approva, e questo basta. Tra inevitabili crisi in famiglia, le prime insoddisfacenti esperienze con l'altro sesso, ed i sempre frequenti voli di fantasia (che spesso finiscono per assumere l'aspetto di pericolose bugie), Louis inizia a trovare faticosamente una propria strada nei libri, in quella parola scritta che va però cercata e conquistata nel buio delle cantine. Con l'avanzare degli alleati e la sempre più probabile sconfitta degli occupanti, la situazione si fa comunque difficile per la compromessa famiglia Seynaeve, imponendo una momentanea separazione, che viene prolungata dalla reclusione di papà Staf, rivelatosi poco adatto ad interpretare il ruolo del latitante. Ma la famiglia ne ha passate tante, e pare riuscire a barcamenarsi anche tra questa ed altre marette; e per quanto riguarda Louis, potrebbe aver trovato la sua strada: scrivere. Cominciando proprio da questo libro.

## Personaggi
- Louis Seynaeve. Ragazzo che usa la fantasia come rifugio da una realtà alquanto insoddisfacente, alla ricerca di una personalità meno ingombrante. Impresa non facile, dagli esiti incerti.
- Staf (Gustave) Seynaeve. Padre di Louis, di mestiere dirige una tipografia. Ma sembra molto più adatto come comparsa teatrale, suo hobby, assieme al nazionalismo fiammingo ed ai dolciumi che mangia di nascosto.
- Constance Bossuyt. La mamma di Louis, donna frivola e superficiale, che suo malgrado diventa il principale pilastro familiare, desiderando però tutt'altro.
- Nonno Hubert (Peter?). Il vero uomo d'affari della famiglia Seynaeve, cerca di limitare le estrosità del figlio Staf, e di indirizzare il futuro del nipote Louis, di cui è padrino, con poco successo.
- Rebekka Cosijns. Di origine gitana, coetanea di Louis, il primo vero amore, o forse qualcosa di meno.
- Evaristo De Launay, La Selce, gesuita ed insegnante, cerca di aiutare Louis ed anche se stesso a trovare una via di uscita da una situazione che non sembra offrirne alcuna. Finirà inghiottito dal suo impegno contro l'occupazione.

## Adattamento televisivo
Nel 1994 dal romanzo è stata tratta la miniserie televisiva Het verdriet van België, diretta da Claude Goretta e sceneggiata dallo stesso Claus.

## Edizioni italiane
- La sofferenza del Belgio, traduzione di Giancarlo Errico, Collana I Narratori n.552, Milano, Feltrinelli, 1999,  p. 667, ISBN 88-07-01552-8.
- La sofferenza del Belgio, Collana Universale Economica, Milano, Feltrinelli, 2016, ISBN 978-88-0788-797-0.